# Een Carmen van het Noorden
Een Carmen van het Noorden is een Nederlandse film uit 1919 met als internationale titel A Carmen of the North. De film is gebaseerd op de novelle Carmen uit 1845 van Prosper Mérimée, bekend van de ook erop gebaseerde opera Carmen
Deze stomme film wordt beschouwd als een hoogtepunt van de productie van Filmfabriek Hollandia en maakt om die reden onderdeel uit van de Canon van de Nederlandse film.
Van de film is in 2009 een vrije bewerking uitgebracht, Carmen van het Noorden.

## Verhaal
Jozef is een soldaat in het leger, als hij op een dag Carmen ontmoet. Hij is zo onder de indruk van haar schoonheid dat hij zijn trouw aan vriendin Mareike en zijn moeder helemaal vergeet. Carmen, die een leven leidt in vogelvlucht, weet Jozef zo te imponeren dat hij alles voor haar doet. Zo weet hij haar uit de gevangenis te krijgen en sluiten ze zich aan bij een smokkelbende.
Als Carmen op een avond de zanger Dalboni ontmoet wordt zij verliefd op hem en met hem verdwijnt ze uit Jozefs leven. Jozef, die zijn geliefde Carmen weer weet te vinden, smeekt haar weer bij hem terug te komen maar vangt bot. De climax speelt zich af in het theater waar Dalboni optreedt en zich achter de coulissen een verschrikkelijke tragedie voltrekt.

## Rolverdeling
| Acteur              | Personage     |
| ------------------- | ------------- |
| Annie Bos           | Carmen        |
| Adelqui Migliar     | Jozef         |
| Jan van Dommelen    | Dalboni       |
| Paula de Waart      | Jozefs moeder |
| Jeanne van der Pers | Mareike       |

## Trivia
- Van de film bestaat nog maar één kopie: een exportversie die werd teruggevonden in de Verenigde Staten. In tegenstelling tot het Nederlandse origineel, waarin de hoofdpersoon sterft, heeft deze versie een gelukkige afloop.

## Referentie
- Geschiedenis van de Nederlandse film en Bioscoop tot 1940 - Karel Dibbets en Frank van der Maden, Het Wereldvenster - Weesp.

1896-1909 · 1910-19 · 1920-29 · 1930-39 · 1940-49 · 1950-59 · 1960-69 · 1970-79 · 1980-89 · 1990-99 · 2000-09 · 2010-19
· 2020-29
De mésaventure van een Fransch heertje zonder pantalon aan het strand te Zandvoort (1905) · Een Carmen van het Noorden (1919) · Regen (1929) · De Jantjes (1934) · Houen zo! (1952) · Fanfare (1958) · Als twee druppels water (1963) · Blind kind (1964) · Ik kom wat later naar Madra (1965) · Living (1971) · Turks fruit (1973) · Flodder (1986) · Het Zakmes (1992) · De Noorderlingen (1992) · Het is een schone dag geweest (1993) · Father and Daughter (2000)